# 孔庫雷河
孔庫雷河（法語：Konkouré Fleuve）是西非的河流，河道全長303公里，流域面積10,250平方公里，自畿內亞中西部富塔賈隆山區的發源地朝西流，最終在科納克里以北的杜布雷卡注入大西洋:7。该河流中游建造有中国援助修建的苏阿皮蒂水电站。